# ONCF E 1300
Les E 1300 constituent une série de locomotives électriques des chemins de fer marocains.
Elles appartiennent à la famille des « nez cassés » d'Alsthom. 